# Gruta de Bidau Santana

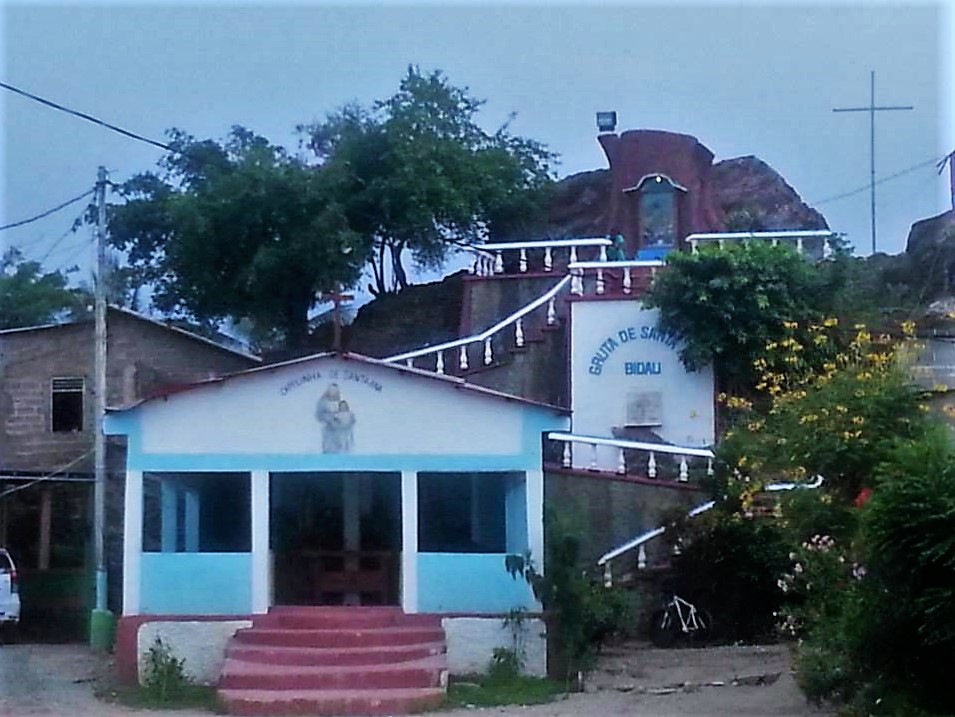
Die Gruta de Bidau Santana

Die Gruta de Bidau Santana (deutsch Grotte von Bidau Santana) ist ein römisch-katholischer Sakralbau in Bidau (Suco Bidau Santana, Verwaltungsamt Cristo Rei), einem Stadtteil der osttimoresischen Landeshauptstadt Dili. Er liegt östlich der Mündung des Mota Claran und ist der Heiligen Anna (portugiesisch Santa Ana) geweiht.

## Architektur

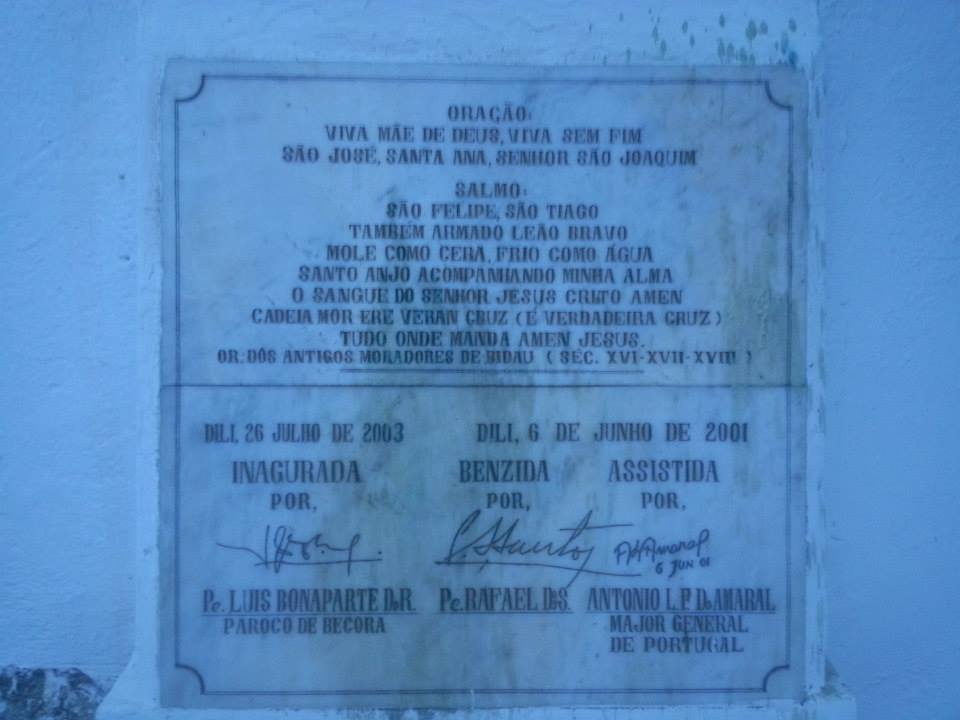
Tafel zur Einweihung

Die Gruta besteht aus drei Ebenen. Unten eine Kapelle (Capelhina de Santa Ana), oberhalb eine Terrasse und an der Spitze eine Grotte im Nachbau eines Baumstumpfes vor einem künstlichen Felsen. In der Kapelle befinden sich eine Jesusstatue und eine Statue Marias. In der Grotte befindet sich eine Statue, die die Heilige Anna mit ihrer Tochter Maria darstellt.

## Hintergrund
Auf der Tafel zur Einweihung der Gruta am 6. Juni 2001 werden mehrere Heilige aufgezählt. Die Einweihung wurde von Pfarrer Luís Bonaparte durchgeführt, die Segnung von Pfarrer Rafael, assistiert durch den portugiesischen Generalleutnant António L. F. do Amaral. In der Grotte findet sich eine Stiftertafel der Leichten Interventionsbrigade (Brigada Ligeira de Internvenção). Die portugiesischen Soldaten hatten die Gruta errichtet. Sie waren Teil der UN-Mission UNTAET. Die Gruta ist den Moradores des 16. bis 18. Jahrhunderts gewidmet. Diese timoresischen, kolonialen Hilfstruppen der Portugiesen hatten in Bidau ihr Wohnviertel.
Die Heilige Anna wird hier von den Einwohnern des Viertels und den lokalen Fischern verehrt.

## Galerie

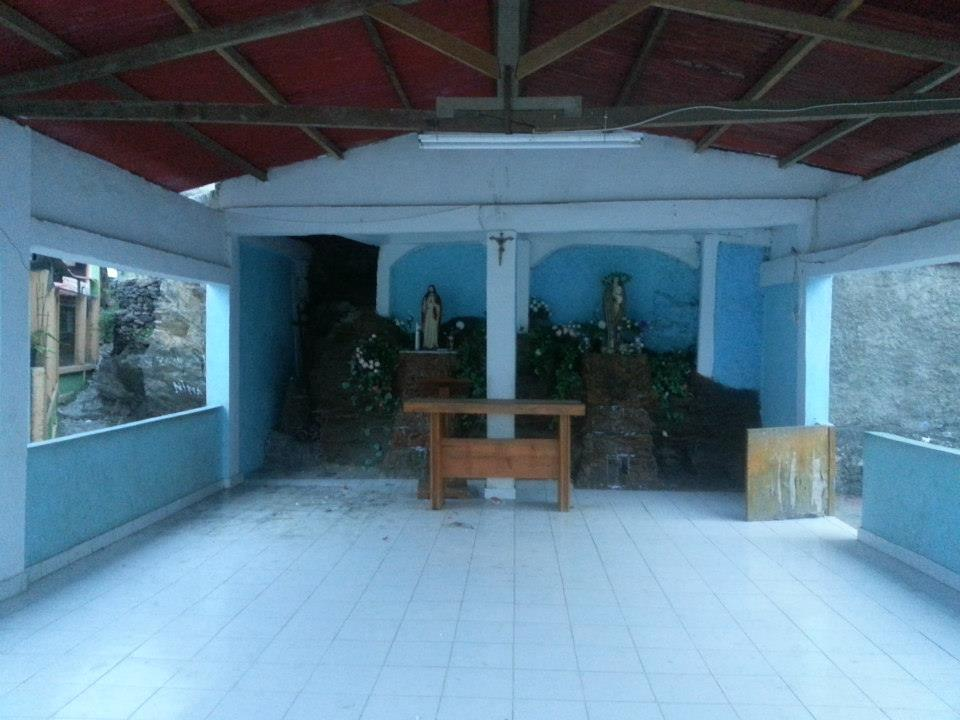
Kapelle
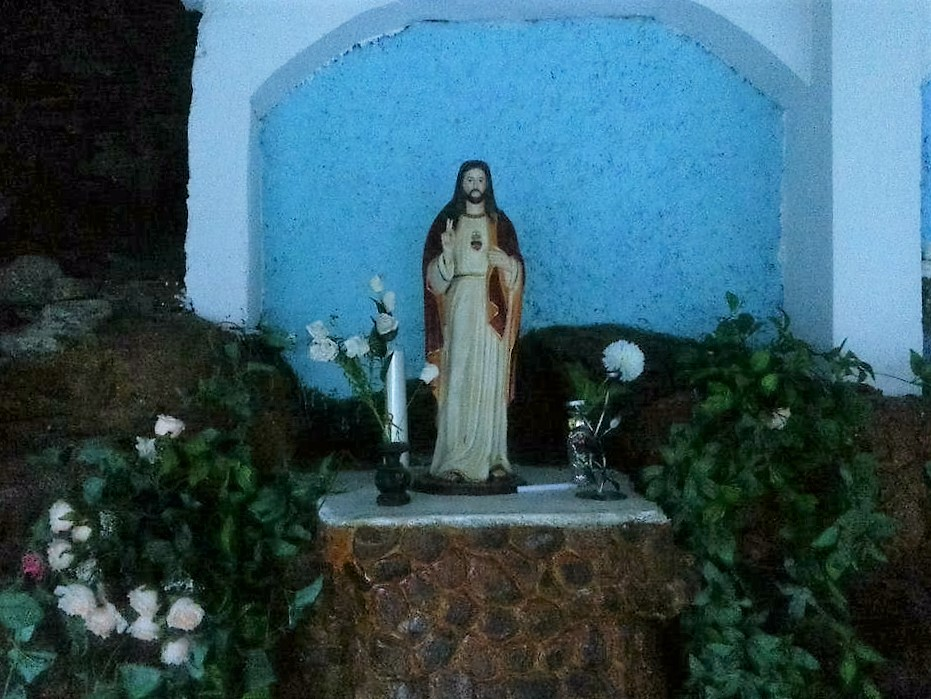
Jesusstatue in der Kapelle
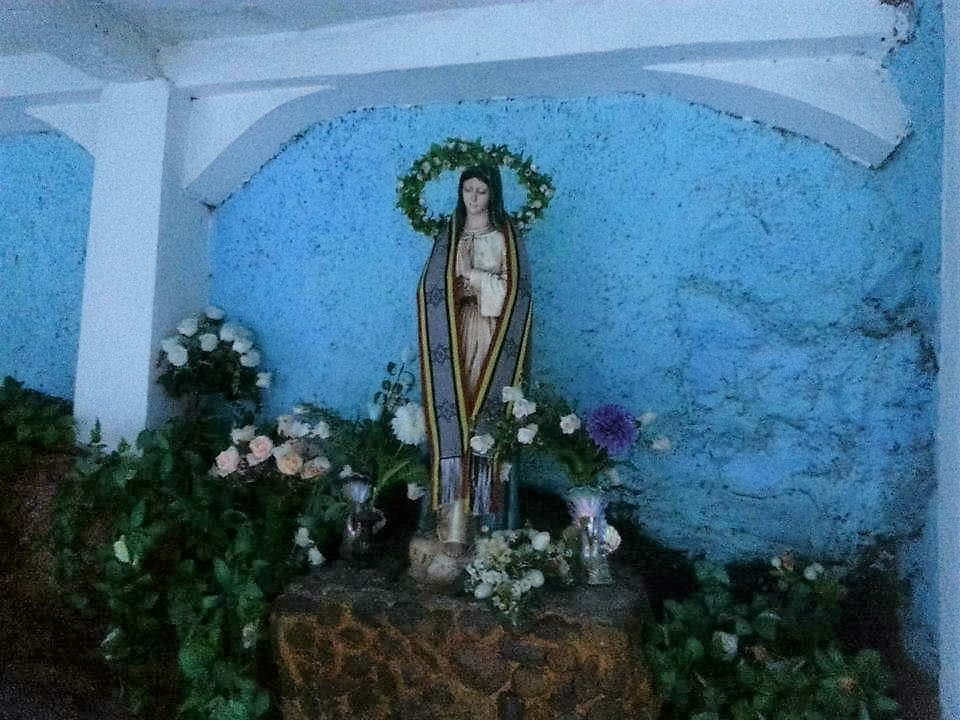
Marienstatue in der Kapelle
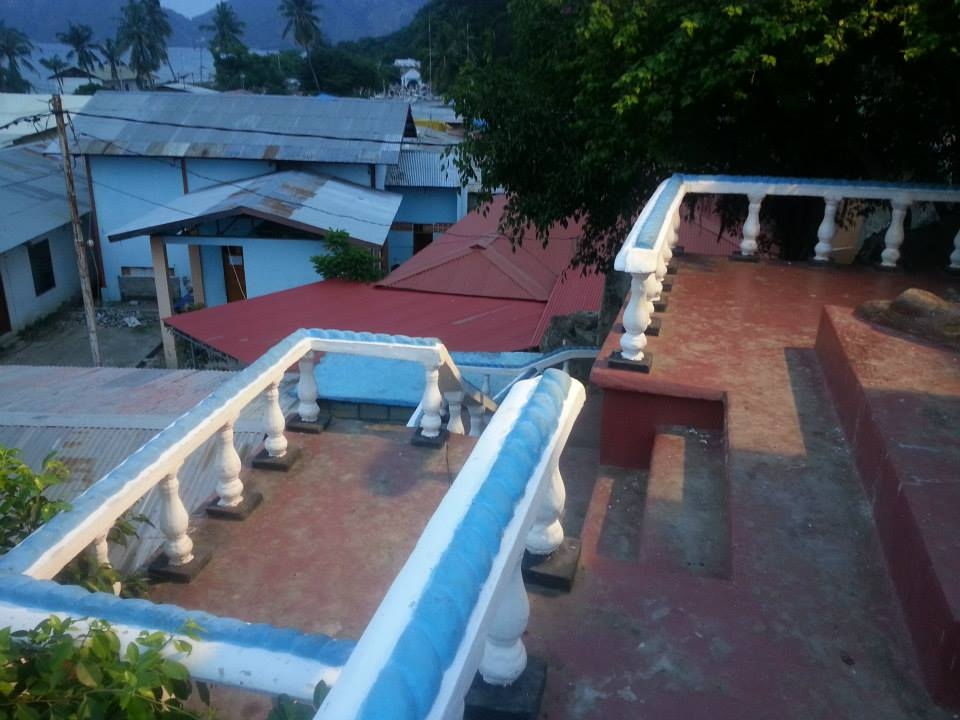
Blick vom oben herab
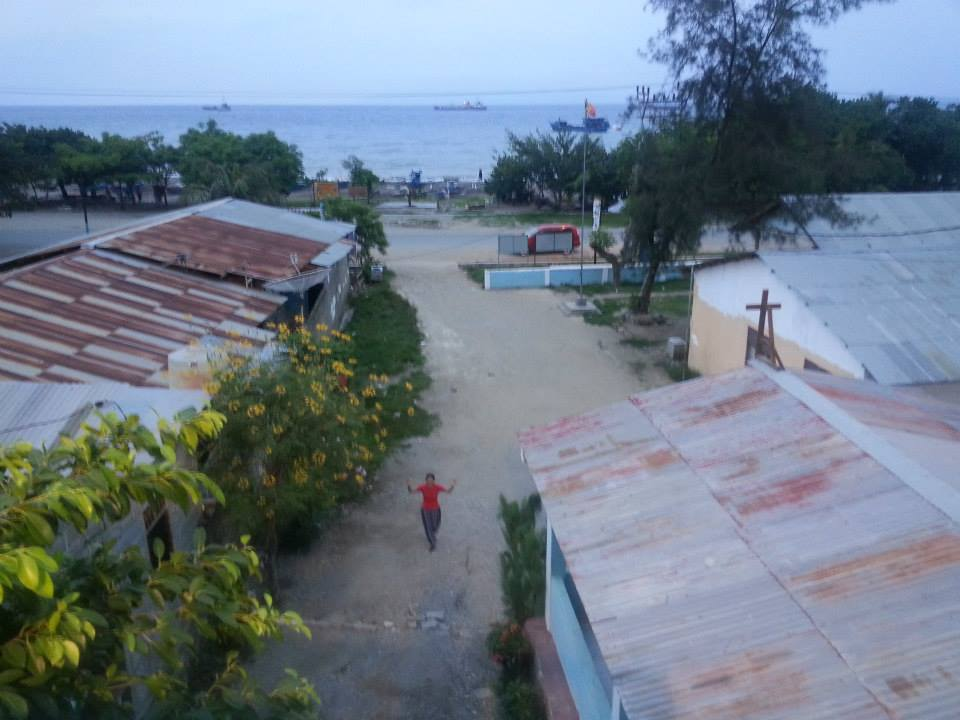
Das Dach besteht aus Wellblech
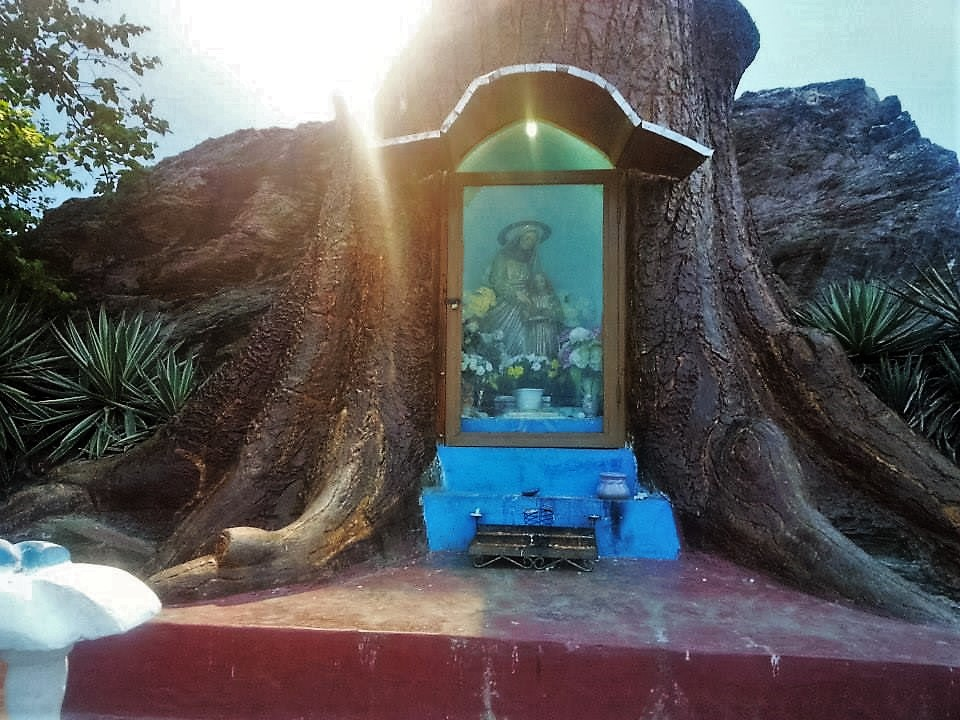
Die Grotte mit der Heiligen Anna und Maria
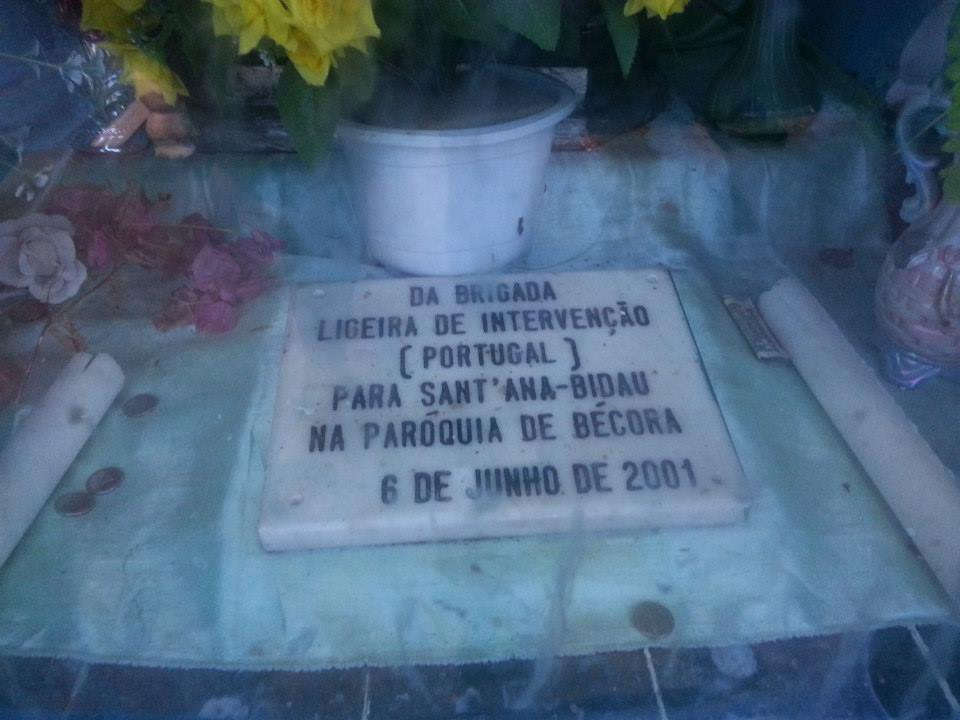
Tafel der portugiesischen Brigada Ligeira de Internvenção